# 電效率
电子学及電機工程學系統的效率是以用有用的輸出功率除以系統消耗的電功率（輸入電功率），所得到的分數表示式，屬於能量轉換效率的一種，一般會用希腊字母小寫的η表示。
{\displaystyle \mathrm {Efficiency} ={\frac {\mathrm {Useful\ power\ output} }{\mathrm {Total\ power\ input} }}}
若輸入電功率和輸出功率的單位相同，效率會是无量纲量。若有些應用中，輸入電功率和輸出功率會用不同的單位表示，則類似效率的物理量就會有單位。例如火力發電廠的heat rate會表示為英热单位每千瓦·時。光源的發光效能會表示為一定量功率傳輸時會產生的可見光，單位是流明每瓦特。

## 一般電器的效率
- 電熱水壺：超過90%（電熱水壺將水燒開的時間約2-3分鐘，熱能散失量不大）[來源請求]。
- 超高效率（英语：Premium efficiency）（premium efficiency）電動機：超過90%。
- 電網中使用的大功率变压器，效率可能會超過99%。19世紀初的變壓器效率差很多，損耗的功率可能超過1/3[來源請求]。
- 热力发电厂效率大約是30-40%[來源請求]。

## 最大功率传输時的效率
依照最大功率传输定理，設備在運作在50%的電效率時可以傳輸最大功率給負載。這是因為當負載阻抗等於電源戴维南等效內阻時，其傳輸功率最大。這只在非感性電源及負載阻抗的條件下才成立。

## 燈泡效率
- 白熾燈：約2%.
- 一体式荧光灯：約7–9%.
- 白色發光二極管（LED）：約4–18%.

## 討論
在电池供電的系統中,高效率格外的重要。若系統效率不佳，需要考慮所浪費功率的成本（或是因浪費功率造成較大電源供應器的成本）以及提昇效率需要的成本。若選用不同的元件或是重新設計系統，可能可以改善效率。電效率不佳會使系統產生廢熱，若超過工作溫度的範圍，就需要移除廢熱。若是有控制溫度的環境，廢熱可能會增加冷氣的使用，也會減少暖氣的使用。

## 外部連結
- Conversion: Energy efficiency in percent of passive loudspeakers to sensitivity in dB per watt and meter （页面存档备份，存于）
- 4E - International Energy Agency Implementing Agreement to promote energy efficiency and standards for electrical products worldwide （页面存档备份，存于）
- Load Power Sources for Peak Efficiency, EDN 1979 October 5 （页面存档备份，存于）
- System for the Peak Efficiency detection, IEEE TPEL （页面存档备份，存于）